# Fronhofen
Fronhofen település Németországban, Rajna-vidék-Pfalz tartományban. Lakosainak száma 243 fő (2023. december 31.). Fronhofen Alterkülz, Külz és Biebern községekkel határos.

## Népesség
A település népességének változása:
| Lakosok száma | 189  | 242  | 239  | 234  | 237  | 243  |
|               | 1975 | 2017 | 2019 | 2021 | 2022 | 2023 |